# 中名草比売命
中名草姫命（なかつなくさひめのみこと/なかなくさひめのみこと、生没年不詳）は、古代日本の豪族・紀氏（紀国造の祖）の人物。

## 概要
夫は尾張連の遠祖である建斗米命とされ、『先代旧事本紀』の「天孫本紀」では尾張国造、笛連、竹田連等の祖・建多乎利命、建宇那比命、但遅麻国造、丹波国造、神服連、海部直等の祖・建田背命、高屋大分国造の祖・建弥阿久良命、山辺県主、石作連、桑内連等の祖・建麻利尼命、六人部連の祖・建手和邇命、天足彦国押人命の妃・宇那比姫命の六男一女を生んだとされる。